# Aiguilles
Aiguilles település Franciaországban, Hautes-Alpes megyében. Lakosainak száma 374 fő (2022. január 1.). Aiguilles Cervières, Château-Ville-Vieille, Molines-en-Queyras és Abriès-Ristolas községekkel határos.

## Népesség
A település népességének változása:
| Lakosok száma | 249  | 310  | 377  | 412  | 444  | 425  | 429  | 397  | 382  | 374  |
|               | 1968 | 1982 | 1990 | 2006 | 2013 | 2015 | 2017 | 2019 | 2020 | 2022 |